# دیتلسهایم-هسلوخ
دیتلسهایم-هسلوخ (به آلمانی: Dittelsheim-Heßloch) یک شهر در آلمان است که در آلزی-ورمز واقع شده‌است. دیتلسهایم-هسلوخ ۲٬۱۹۶ نفر جمعیت دارد.